# Scleria erythrorrhiza
Scleria erythrorrhiza är en halvgräsart som beskrevs av Henry Nicholas Ridley. Scleria erythrorrhiza ingår i släktet Scleria och familjen halvgräs. Inga underarter finns listade i Catalogue of Life.